# نلوکی (زاهدان)
نلوکی یا بک جود/حمیدآباد روستایی در دهستان چشمه زیارت بخش مرکزی شهرستان زاهدان استان سیستان و بلوچستان ایران است.

## جمعیت
بر پایه سرشماری عمومی نفوس و مسکن در سال ۱۳۹۵ جمعیت این روستا ۵۹ نفر (۲۰خانوار) بوده‌است.